# Verdens ende

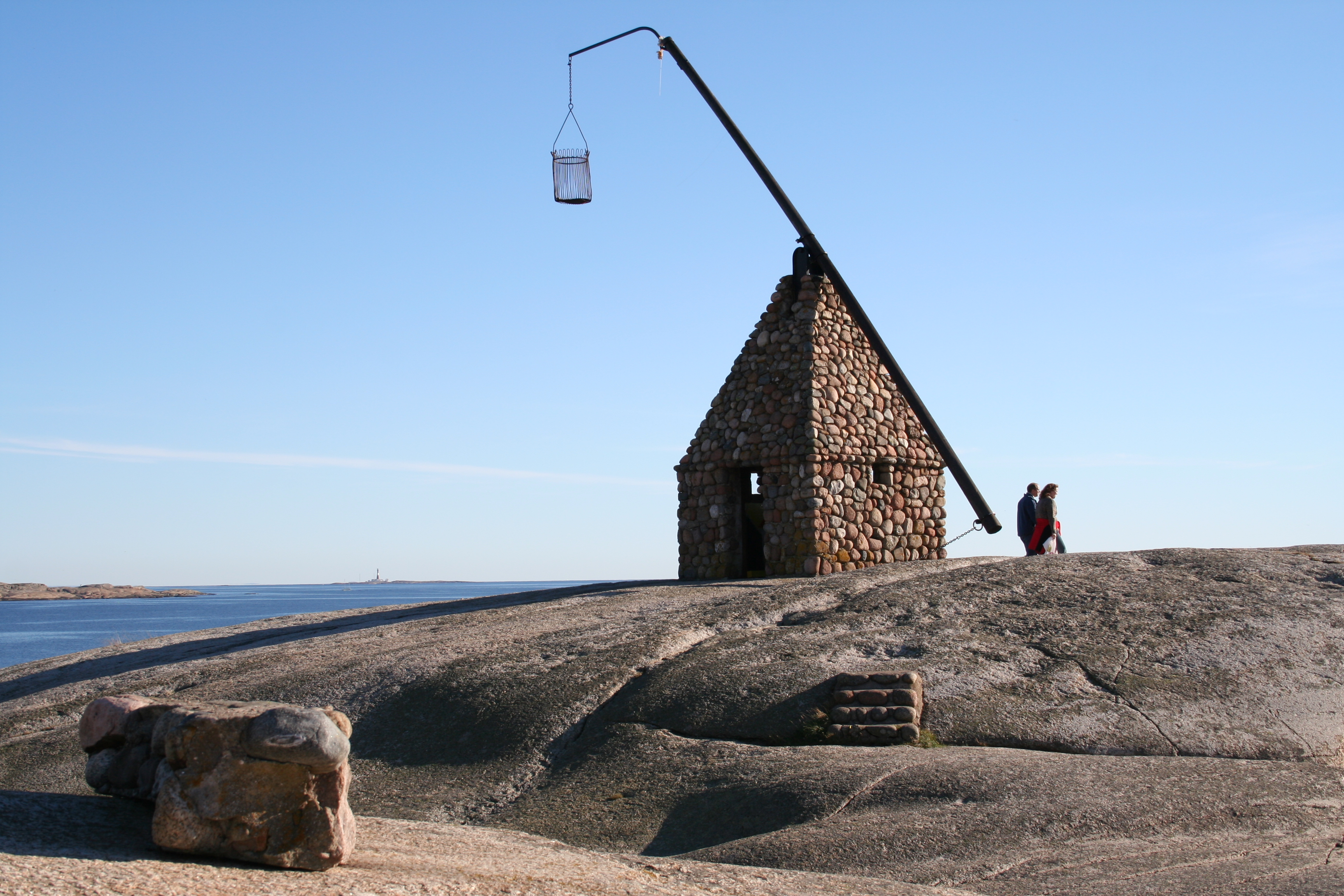
Latarnia morska w Verdens Ende.

Verdens ende (Koniec Świata) – punkt widokowy najbardziej wysunięty na południe w Tjøme (w okręgu Vestfold) w Norwegii. Można stąd podziwiać panoramę cieśniny Skagerrak z licznymi wysepkami wynurzającymi się z morza.
W 1932 roku wzniesiono tam latarnię morską malowniczo wkomponowaną
w krajobraz.